# Poa mulleri
Poa mulleri är en gräsart som beskrevs av Jason Richard Swallen. Poa mulleri ingår i släktet gröen, och familjen gräs. Inga underarter finns listade i Catalogue of Life.